# Deborah Bonham
Deborah Bonham (née le 7 février 1962) est une chanteuse britannique de rock et de blues. Elle est la sœur de John Bonham, le batteur du groupe Led Zeppelin.

## Vie et carrière
Née à Redditch dans le Worcestershire (Angleterre), elle vit avec son père dans la Old Hyde Farm à Cutnall Green. C'est à cet endroit que John Bonham tournera les scènes qui lui sont consacrées dans The Song Remains the Same. C'est là aussi que Deborah commence à jouer et à enregistrer avec son neveu Jason Bonham, qui participera à plusieurs de ses albums.
Quand Led Zepplin se forme, Deborah n'a que six ans. Elle vit alors avec son père dans la Old Hyde Farm à Cutnall Green. C'est à cet endroit que John Bonham tournera les scènes qui lui sont consacrées dans The Song Remains the Same. C'est là aussi que Deborah commence à jouer et à enregistrer avec son neveu Jason Bonham, qui participera à plusieurs de ses albums.
À l'âge de 17 ans, elle enregistre ses premières démos dans la demeure de Robert Plant dans un village voisin. Suivant les conseils et les encouragements du chanteur de Led Zeppelin, elle envoie anonymement ses chansons à plusieurs maisons de disque et obtient très vite son premier contrat chez Carerre Records en 1985. Elle enregistre son premier album, For You and the Moon, sous le nom de Debbie Bonham. L'album, encensé par la critique, atteindra le top 5 du hit-parade de NME. Le DJ Simon Bates le choisira comme album de la semaine sur la station BBC Radio 1. L'album se vend bien en Europe et est élu "album de l'année" par le magazine allemand Musik Mart.

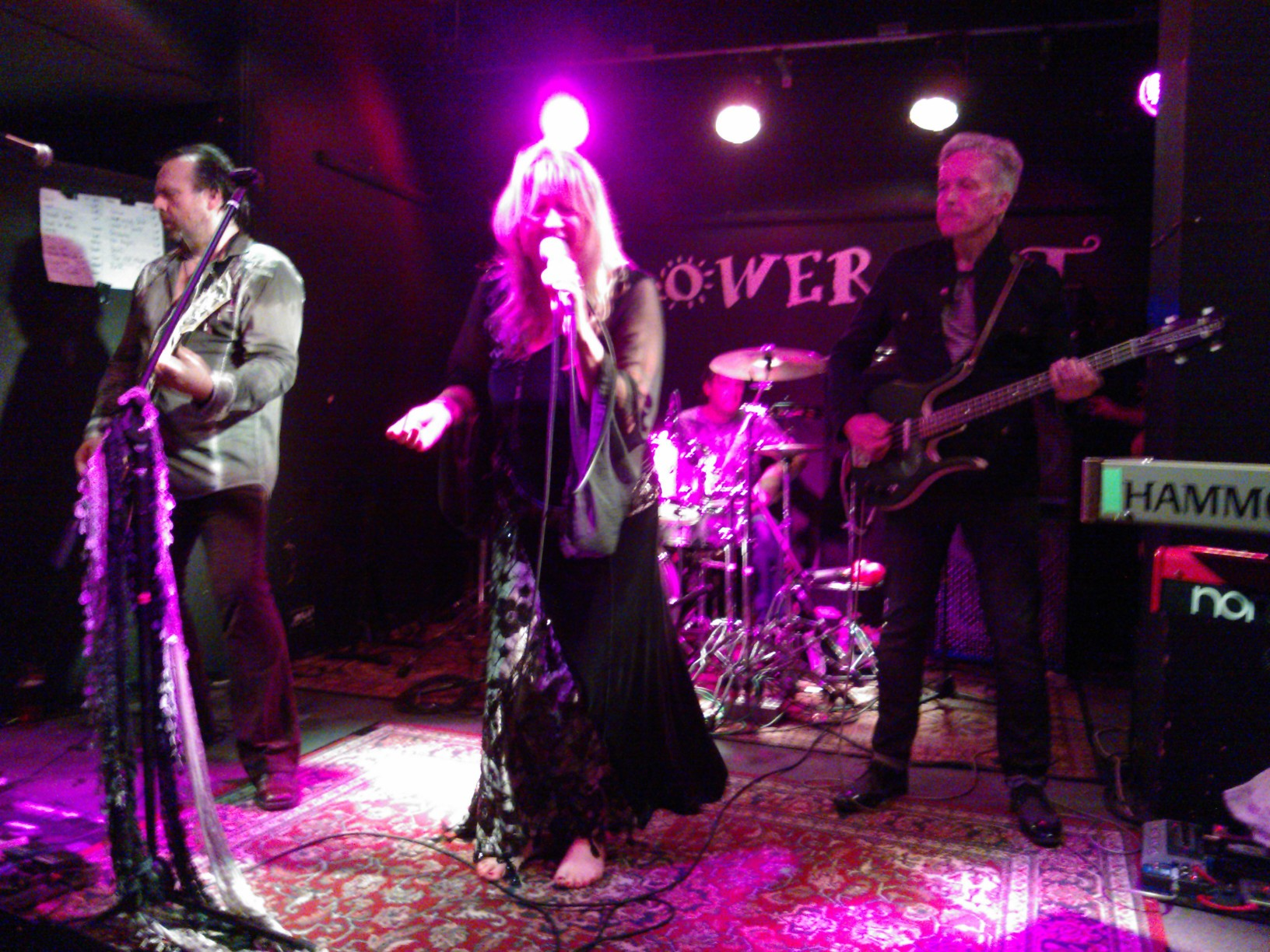
Deborah Bonham en concert avec son groupe en 2013.

Deborah enregistre ensuite un temps pour le label japonais Sam Corporation et donnera, entre autres, des entrevues pour le magazine Burrn! et la chaîne de radio J-Wave. En 1995, elle sort le single "Perfect World" chez label anglais RPM records. Elle consacre l'année suivante à la création d'un nouveau groupe ainsi qu'à la composition de nouvelles chansons. Elle donne également une série de concerts. Elle est notamment en tête d'affiche du Belfast Festival. Au début de l'année 1997, elle se rend pour la première fois aux États-Unis, où elle retournera à maintes reprises. Elle y donne un concert lors du premier de nombreux voyages aux États-unis. Elle joue en direct sur la chaîne de radio Rockline de Los Angeles lors d'une émission suivie par trois millions d'auditeurs. Elle donne également un concert en compagnie de Jason Bonham et son groupe au Whisky a Go Go à Los Angeles. Dans la même ville, Deborah joue aussi en première partie des concerts du Jason Bonham Band, avec Slash et Terry Reid comme invités, notamment à la House of Blues. Deborah participe aussi à de nombreux festivals, dont celui de Glastonbury et la Fairport's Cropredy Convention.
En 2004, elle sort son deuxième album, The Old Hyde, chez le label Track et part en tournée. Aucun de ses deux premiers albums sont sortis aux États-unis. En juin 2008, elle enregistre son troisième album, Duchess, chez ATCO de Rhino Records,, qui sort aux États-unis. Deborah chante sur Hold On en duo avec Paul Rodgers. En 2013, elle sort un quatrième album, Spirit, auquel participe Robert Plant.
Deborah Bonham est aussi partie en tournée et a joué avec Van Halen, Alannah Myles, Tim Rose, Uli Jon Roth, Humble Pie, Donovan, Lonnie Donegan, Jools Holland, Foreigner, Robert Plant et Paul Rodgers.

## Discographie
- 1985 : For You and the Moon
- 2004 : The Old Hyde
- 2008 : Duchess
- 2013 : Spirit

## Collaboration
- 2009 : Live At Hammermith Apollo de Paul Rodgers - Avec Mick Ralphs.